# Altimella ngamring
Espèce
Altimella ngamring est une espèce d'araignées aranéomorphes de la famille des Cicurinidae.

## Distribution
Cette espèce est endémique du Tibet en Chine,. Elle se rencontre dans le xian de Ngamring.

## Description
Le mâle holotype mesure 2,30 mm et la femelle paratype 2,96 mm.

## Systématique et taxinomie
Cette espèce a été décrite par Wang et Zhang en 2024.

## Étymologie
Son nom d'espèce lui a été donné en référence au lieu de sa découverte, le xian de Ngamring.

## Publication originale
- Wang, Mu, Xu, Zhang & Zhang, 2024 : « Altimella gen. nov., a new genus of Cicurinidae (Arachnida, Araneae) from Xizang, China, with description of two new species. » ZooKeys, vol. 1210, p. 133-142 (texte intégral).